# Lee Hyo-jung
Detta är ett koreanskt namn; familjenamnet är Lee.
Lee Hyo-jung, född den 13 januari 1981, är en sydkoreansk idrottare som tog silver samt guld i badminton tillsammans med Lee Kyung-won respektive Lee Yong-dae vid olympiska sommarspelen 2008 i Peking.

## Olympiska meriter

### Olympiska sommarspelen 2008
| Namn                       | Gren   | 32-delsfinal | 16-delsfinal                   | 8-delsfinal                    | Kvartsfinal                     | Semifinal                       | Final                            | Final                             |
| Namn                       | Gren   | Resultat     | Resultat                       | Resultat                       | Resultat                        | Resultat                        | Resultat                         | Plats                             |
| -------------------------- | ------ | ------------ | ------------------------------ | ------------------------------ | ------------------------------- | ------------------------------- | -------------------------------- | --------------------------------- |
| Lee Hyo-jung Lee Kyung-won | Dubbel | 4            |                                |                                | Chin och Wong (MAS) W 2-0       | Jiang och Li (SIN) W 2-0        | \|Maeda och Suetsuna (JPN) W 2-0 | \|Du Jing och Yu Yang (CHN) L 0-2 |
| Lee Hyo-jung Lee Yong-dae  | Mixed  |              | Cooper och Flavell (NZL) W 2-0 | Robertson och Emms (GBR) W 2-0 | Limpele och Marissa (INA) W 2-1 | Widianto och Natsir (INA) W 2-0 | Gold                             |                                   |